# 말조개
말조개는 석패과에 속하는 이매패류이다. 패각 길이 30cm 가량으로 크다. 몸빛은 검은색에 광택이 나며 안은 청백색에 진주 광택이 난다. 각정(껍데기의 볼록한 부분)을 중심으로 물결모양의 작은 돌기가 있다. 강이나 하천의 맑은 물이 흐르는 모래나 진흙 속에 서식한다. 알은 여름철에 낳는 것으로 알려져 있으며 특이한 유생 생활을 거쳐 성체로 발달한다. 전형적인 유생인 글로키디움이 성체의 아가미 사이에서 발생하여 물고기의 아가미나 장에서 기생 생활을 한다. 성숙하면 숙주로부터 빠져나온다. 살은 식용하기도 하나 맛이 없고 껍데기는 조가비 세공·단추 등의 재료에 쓰인다. 대한민국·중국·대만·일본 등지에 분포한다.